# Saint-Didier-sur-Rochefort
Saint-Didier-sur-Rochefort är en kommun i departementet Loire i regionen Auvergne-Rhône-Alpes i centrala Frankrike. Kommunen ligger i kantonen Noirétable som tillhör arrondissementet Montbrison. År 2022 hade Saint-Didier-sur-Rochefort 457 invånare.

## Befolkningsutveckling
Antalet invånare i kommunen Saint-Didier-sur-Rochefort
| Referens: INSEE |